# Middleton, Massachusetts

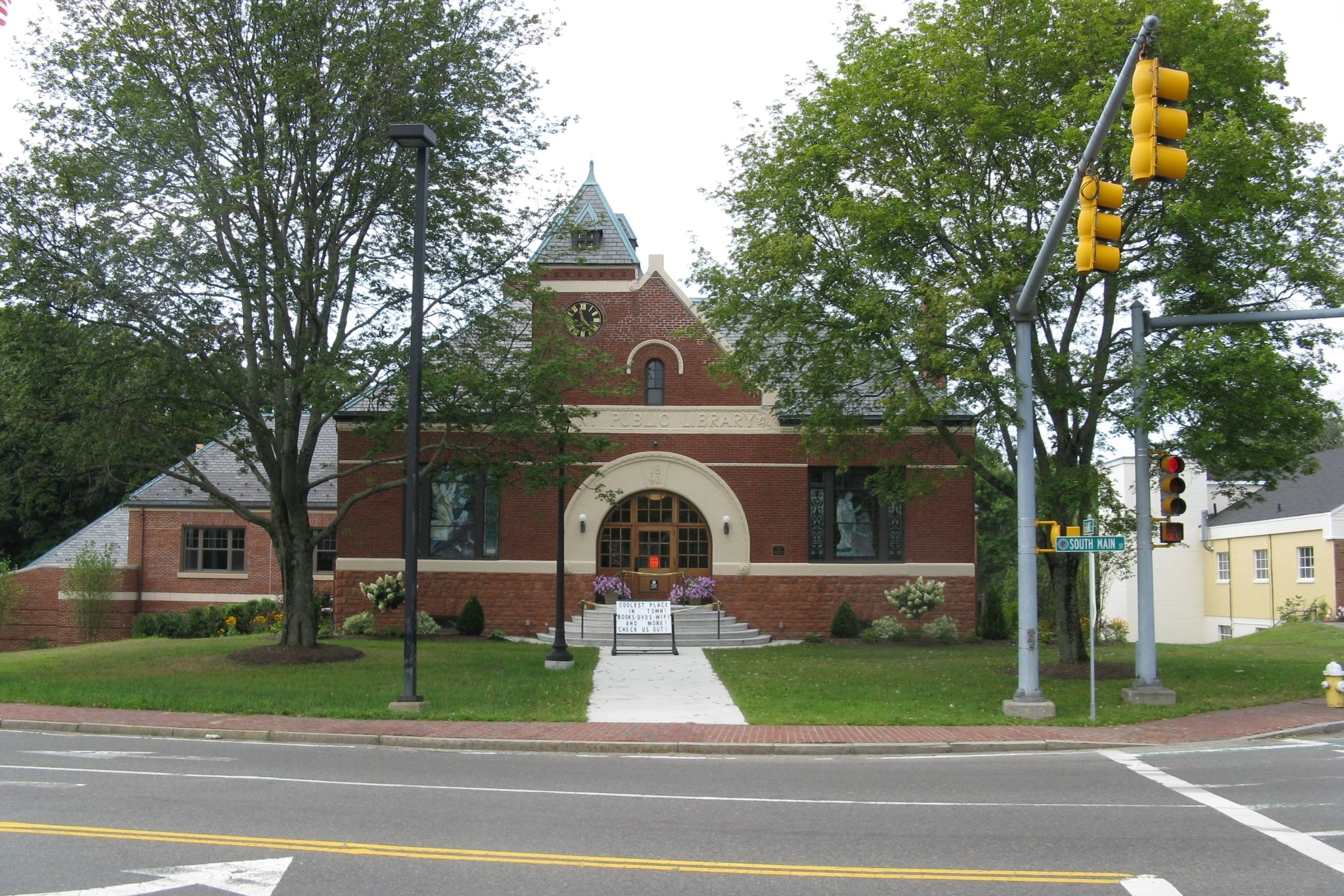

Middleton är en kommun (town) i Essex County, Massachusetts, USA, med cirka 7 744 invånare (2000). Kommunen grundades 1659.

## Kända personer från Middleton
- John James Ingalls, politiker